# Gouvernement général de Pologne
Cet article concerne l'administration mise en place en Pologne pendant la Seconde Guerre mondiale. Pour les administrations militaires en Pologne pendant la Première Guerre mondiale, voir Gouvernement général de Varsovie et Gouvernement général de Lublin.
1939–1945
Entités précédentes :
- République de Pologne

Entités suivantes :
- République populaire de Pologne
- URSS

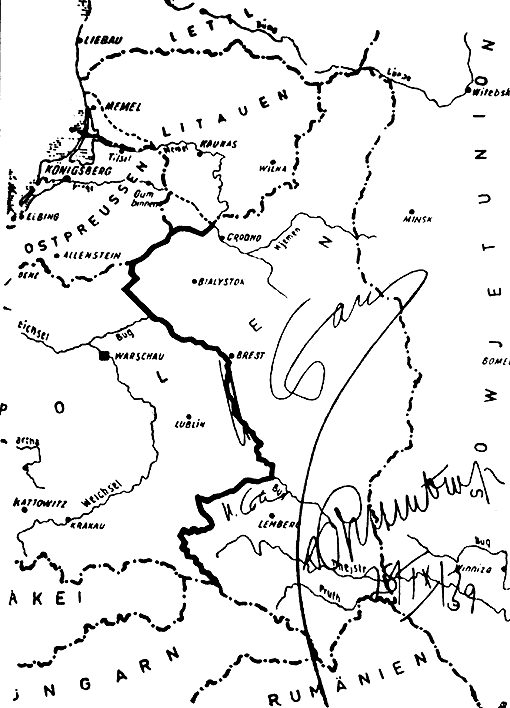
Second Pacte germano-soviétique : carte de la Pologne signée par Staline et Ribbentrop, définissant la frontière définitive entre Allemagne et URSS après l'invasion conjointe de la Pologne de septembre 1939.

Le Gouvernement général de Pologne (en allemand : Generalgouvernement Polen, Generalna Gubernia pour les Polonais) est une entité administrative mise en place dans une partie du territoire de la Deuxième République polonaise, contrôlée – mais non incorporée – par le Troisième Reich selon le décret signé par Hitler le 12 octobre 1939. Le Gouvernement général est confié durant toute cette période au Reichsleiter Hans Frank, nommé pour l'occasion gouverneur général de Pologne.
En août 1941, soit un mois après le déclenchement de l’invasion de l'Union soviétique, la province de Galicie orientale — Sud-Ouest de l'actuelle Ukraine — est rattachée au Gouvernement général sous le nom de Distrikt Galizien.
Son nom complet était Generalgouvernement für die besetzten polnischen Gebiete (« Gouvernement général des territoires polonais occupés »), mais le plus souvent on trouvait juste Generalgouvernement. Durant toute la guerre, les Allemands s'efforcèrent autant que possible de ne pas mentionner le nom de « Pologne » dans les documents concernant cette région qu'ils gouvernaient entièrement. L'objectif du régime nazi était en effet que le Gouvernement général devienne à terme une province exclusivement germanique, dont tous les Polonais auraient été évacués ou exterminés pour laisser la place aux colons allemands, comme prévu par le Generalplan Ost.
Lors du Procès d'Auschwitz en 1947, le Generalgouvernement a été qualifié d'organisation criminelle par le Tribunal national suprême de Pologne.

## Précédent
Durant la Première Guerre mondiale, l'Empire allemand avait créé avec le Oberbefehlshaber der gesamten Deutschen Streitkräfte im Osten (« Commandant suprême de toutes les forces allemandes de l'Est »), une administration de ce type à une échelle plus réduite.
Après la conquête de la Pologne par les puissances centrales en 1915 se pose le problème de la gestion de ces territoires au quotidien, la solution d’une occupation sans structure administrative ne se révélant pas satisfaisante sur un territoire aussi important ; le modèle administratif imposé en Belgique en octobre 1914, un gouverneur général militaire doté de pouvoirs civils est retenu pour la Pologne et se met en place en 1916, en attendant une solution plus durable.
La Pologne russe occupée est alors partagée entre une zone sous occupation austro-hongroise et une zone sous occupation allemande. Dans les territoires occupés par l’Allemagne est mise en place une structure militaire d’occupation, le gouvernement général, qui comprend les zones d'occupation allemande et austro-hongroise de la Pologne russe. Ce système est censé disparaître lors de la proclamation d’un royaume de Pologne, placé entre les mains d'un membre de la famille des Habsbourg, l'archiduc Charles-Étienne, mais totalement inféodé au Reich.

## Reststaat(«État résiduel») polonais à partir de 1939
La Pologne contrôlée par le Reich est partagée en zones annexées, soumises à une germanisation intensive, et zones confiées au gouverneur général, l'avocat du NSDAP Hans Frank. Géré comme une colonie, le Gouvernement général de Pologne est en réalité une zone de non-droit, dans laquelle le parti nazi et la SS ont toute latitude pour administrer les populations polonaises, vouées à être les esclaves des maîtres germaniques du Reich grand-allemand, faisant de cette région un lieu d'expérimentation pour le nouvel ordre national-socialiste, alors promis à un grand avenir.

### Subdivisions

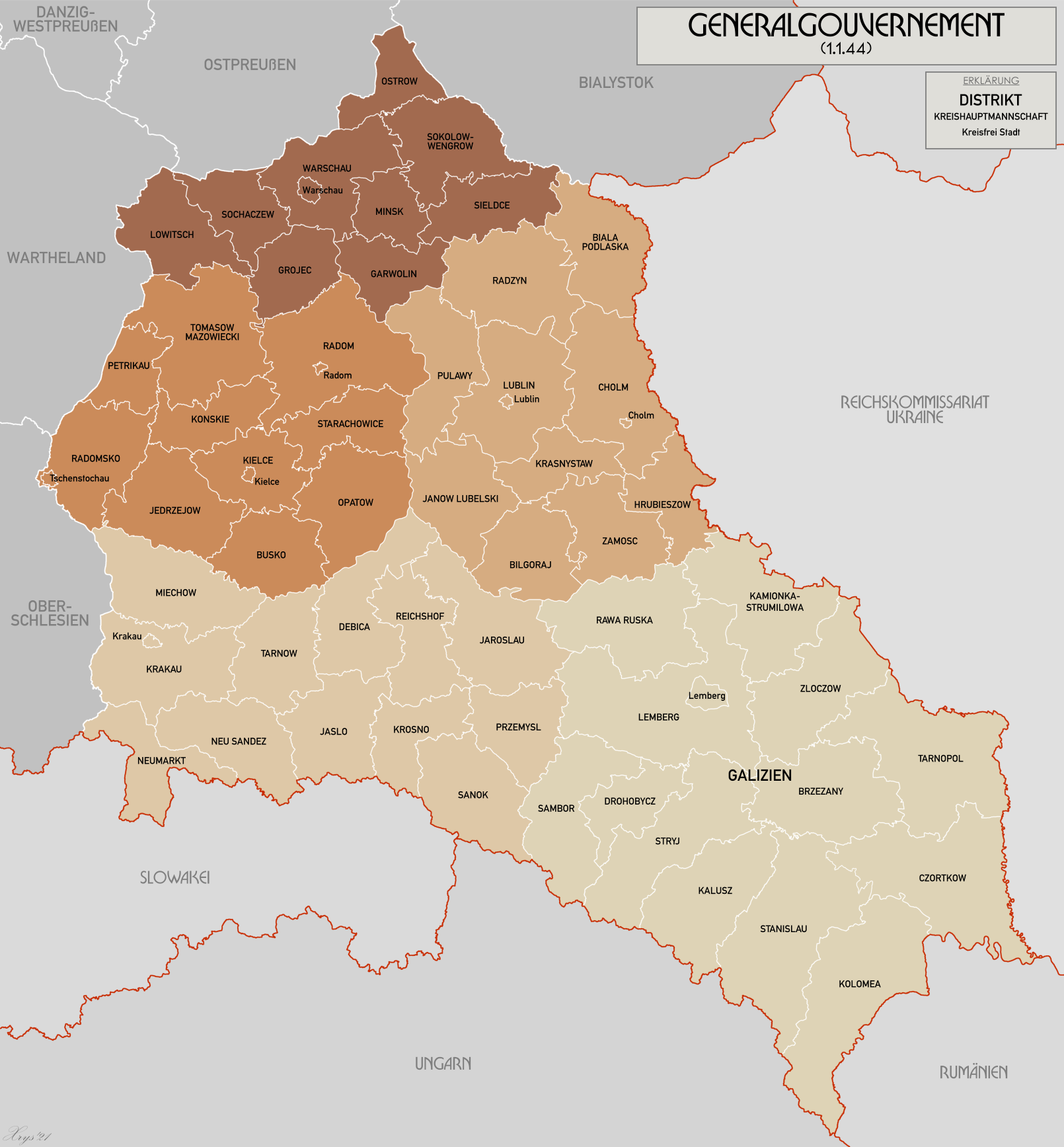
Carte des subdivisions du Gouvernement général.

En 1941, le Gouvernement général était subdivisé en cinq districts (Galicie, Cracovie, Lublin, Radom et Varsovie), divisés en municipalités (Stadtkreise) et en circonscriptions rurales (Kreishauptmannschaften).
| Distrikt Galizien      | |
| Stadtkreise            | Lemberg (Lwów/Lviv) |
| Kreishauptmannschaften | Breschan, Tschortkau, Drohobytch, Kamionka-Strumilowa, Kolomea, Lemberg-Land, Rawa Ruska, Stanislau, Sambor, Stryj, Tarnopol, Solotschiw, Kallusch |
| Distrikt Krakau        | |
| Stadtkreise            | Krakau (Cracovie) |
| Kreishauptmannschaften | Dembitz, Jaroslau, Jassel, Krakau-Land, Krosno, Meekow, Neumarkt, Neu-Sandez, Prömsel, Reichshof, Saanig, Tarnau                                   |
| Distrikt Lublin        | |
| Stadtkreise            | Lublin |
| Kreishauptmannschaften | Biala-Podlaska, Biłgoraj, Chełm, Grubeschow, Janów Lubelski, Krasnystaw, Lublin-Land, Pulawy, Rehden, Zamość                                       |
| Distrikt Radom         | |
| Stadtkreise            | Kielce, Radom, Tschenstochau (Częstochowa) |
| Kreishauptmannschaften | Busko, Jedrzejow, Kielce-Land, Konskie, Opatau, Petrikau, Radom-Land, Radomsko, Starachowitz, Tomaschow Mazowiecki                                 |
| Distrikt Warschau      | |
| Stadtkreise            | Warschau (Varsovie) |
| Kreishauptmannschaften | Garwolin, Grójec, Lowitsch, Minsk, Ostrau, Siedlce, Sochaczew, Sokolow-Wengrow, Warschau-Land                                                      |

### Le gouverneur général de Pologne et ses pouvoirs
À la tête de ce territoire, est nommé un gouverneur général le 26 octobre, à savoir, Hans Frank, l'avocat du NSDAP depuis les années 1920, et, à ce titre, un ancien militant du parti. Juriste, il mène depuis le milieu des années 1930 une lutte sourde contre les organes de répression du parti, représentés par Himmler et peu sensibles aux finesses juridiques de l'ancien avocat Hans Frank ; perdant cette lutte, ce dernier est donc « exilé » à Varsovie, mais il met à profit son expérience de juriste pour bâtir de toutes pièces une entité administrative totalement nouvelle.
Directement subordonné à Hitler, le gouverneur général et son administration civile ne sont cependant pas compétents en matière de maintien de l'ordre. Cette prérogative, ainsi que la police, est, comme dans le Reich, confiée à Himmler : la hiérarchie de la police relève donc de la compétence, dans l'ensemble des circonscriptions du Gouvernement général, d'officiers SS, ce qui entraîne une exaspération des rivalités entre Frank et Himmler. Dans ce cadre, une administration double se met en place : l'une civile, dépendant de Frank, aux pouvoirs constamment remis en cause, et l'autre policière, dirigée par la SS, dépendant de Friedrich-Wilhelm Krüger. cette dualité atteint des sommets dans le district de Lublin, dans lequel le gouverneur Ernst Zörner, représentant de Frank, doit subir les velléités d'indépendance d'Odilo Globocnik, chef de la police de ce district, qui se constitue, avec des Allemands de Lublin, une police privée à son service. Dans un premier temps, cependant, le gouverneur général tente de contrôler les exécutions, en interdisant les exécutions de masse et en tentant de les subordonner à son accord : cette politique montre rapidement ses limites puisque, à la fin de l'année 1939, 50 000 Polonais avaient déjà été exécutés sur le territoire sous le contrôle de Frank.
Cette double hiérarchie se met définitivement en place en mars 1942, lorsque Himmler, s'appuyant sur Lammers et Bormann qui lui fournissent des rapports sur l'étendue de la corruption dans le Gouvernement général, impose à Frank des mesures policières. Ainsi Krüger est nommé par Frank secrétaire d'État chargé de la police et de la politique démographique. De plus, lors d'une entrevue, le 5 mars, est légalisée à Lublin la position d'Odilo Globocnik. Par la suite, Frank tente de reconquérir certaines des positions abandonnées lors de cette conférence.
En 1943, Hans Frank tente ainsi de remettre en question une partie des résultats obtenus par Himmler en 1942, en s'appuyant sur un changement de politique, en émettant des réserves sur les méthodes de la SS dans la mise en œuvre de la politique de colonisation et sur l'impact de cette politique sur la population polonaise ; le 9 mai 1943, Hitler semble lui donner raison. Cependant, le 19 juin 1943, le Gouvernement général devient territoire de lutte contre les partisans, en raison du développement de la résistance, ce qui donne à Himmler et à son représentant sur place des pouvoirs étendus, même si les projets de colonisation du Gouvernement général ne doivent pas, jusqu'à la fin de la guerre, remettre en cause les capacités de production des territoires à coloniser. Le 5 juillet 1944, Frank tente une dernière fois d'influer sur la politique menée à l'égard des Polonais, dans une lettre qui reçoit une réponse négative de Kaltenbrunner le 19 octobre.

### Une zone de non-droit
Dès la mise en place de l'administration allemande en Pologne occupée, l'impunité pour les membres du parti nazi et les soldats, la sauvagerie des représailles de masse sont la norme et l'arbitraire règne en maître dans le Gouvernement général. Ainsi, la moindre bagarre entre Polonais et Allemands entraîne l'exécution de dizaines de Polonais. Comme le reconnaît Frank lui-même en 1940, les règles de droit n'ont pas cours sur le territoire dont il a la responsabilité, puisque les exécutions ne sont pas annoncées par voie d'affiche, comme cela se fait alors dans l'ensemble des pays occupés par le Reich.
En outre, l'impunité accordée aux troupes allemandes renforce les pillages et les réquisitions abusives. Hans Frank, qui a réquisitionné pour son usage personnel la maison de campagne de la famille Potocki, organise des banquets tellement fastueux qu'il doit suivre un régime par la suite, pendant que les simples soldats se livrent à des pillages de grande envergure dans les villes polonaises.
À partir de 1940, Hans Frank, appuyé par des directives édictées par le RSHA, abandonne sa politique de création d'un embryon d’État et met en place des dispositions juridiques très strictes à l'encontre des Polonais, privés de toute procédure d'appel possible. Lorsque des ressortissants polonais sont reconnus coupables d'infraction, les sanctions infligées sont disproportionnées. L'ensemble des mesures édictées par Franck transforment les Polonais en citoyens de seconde classe, soumis à des mesures discriminatoires à tous les moments de l'existence. Mais ces mesures légalisent un état de fait beaucoup plus rude, qui ne garantit aux Polonais que deux devoirs : « travailler et obéir », selon le mot de Frank.
Dans cette zone de non-droit on compte plusieurs autorités en concurrence : l’administration civile, confiée au gouverneur général Hans Frank, la police confiée à Himmler, qui délègue Friedrich Wilhelm Krüger comme chef suprême de la police pour l'Est. Soutenu par Himmler, ce policier dispose de pleins pouvoirs et outrepasse parfois les limites de ses fonctions, à la grande fureur de Frank.

## Racket, marché noir, passe-droits et fraude: le Gouvernement général dans la sphère économique du Reich
Corollaire de cet état de non droit, la corruption et le racket deviennent rapidement monnaie courante dans le Gouvernement général, avec pour conséquence la corruption généralisée des fonctionnaires allemands. De nombreux nouveau-nés polonais sont, par exemple, achetés par des couples allemands aux directeurs d'orphelinat. Ce trafic de nourrissons ne constitue cependant qu'une anecdote face à l'immensité de la corruption qui sévit dans le gouvernement général.
Fixées par un décret de Hermann Göring du 25 janvier 1940, les relations économiques entre le Reich et le Gouvernement général sont caractérisées par une exploitation sans limite.

### Une corruption généralisée
Cette corruption touche l'ensemble de l'administration allemande du territoire, Frank compris. En effet, alarmé par cette corruption, Himmler ouvre une enquête en 1942 et découvre l'ampleur des prédations de Frank. En 1942, deux grands entrepôts sont découverts remplis de marchandises, aussi bien alimentaires que de luxe, toutes destinées au gouverneur et à sa famille. Plus bas dans la hiérarchie administrative, la corruption est aussi au cœur de la gestion du Gouvernement général. Ainsi, les Juifs du ghetto achètent dispenses diverses, faux certificats d'aryanité et autres facilités au prix fort.
Parallèlement se développe un marché noir, qui couvre jusqu'à 80 % des besoins de la société polonaise. Mais ce marché noir ne suffit pas à satisfaire les besoins alimentaires de la population, qui survit en 1941 avec moins de 700 calories par jour. De plus, les autorités allemandes prélèvent 60 % de la production de viande et 10 % de la production de céréales des territoires du Gouvernement général, les régions les plus pauvres de Pologne du point de vue agricole.

### Les travailleurs polonais grugés dans le Reich
Le racket des populations polonaises ne se limite pas à leur sort en Pologne même, il concerne également les  travailleurs forcés « invités » en Allemagne. En effet, raflés par les services allemands de main-d’œuvre, les travailleurs doivent vendre tous les biens qu'ils possèdent et déposer le produit de cette vente sur un compte bloqué de la RKK, libellé en Reichsmark, jusqu'au jour de leur rapatriement.
Selon les objectifs fixés par Hermann Göring et Herbert Backe, près d'un million de travailleurs polonais, dont les trois quarts sont employés dans l'agriculture, doivent être réquisitionnés et envoyés dans le Reich, afin de satisfaire aux besoins de main d’œuvre. C'est en effet en raison de la pénurie de main d’œuvre agricole que les premiers travailleurs polonais sont envoyés dans le Reich, reprenant une tradition déjà solidement établie d'employer des ouvriers agricoles polonais. Herbert Backe, puis Göring, en lien avec le Reichsnährstand, mettent en place les conditions d'accueil et le traitement des travailleurs originaires du Gouvernement général dans le Reich, ce qui aboutit à accélérer la désorganisation de l'économie polonaise. Dès 1940, les services de Backe font appel aux unités de la Wehrmacht cantonnées dans le Gouvernement général pour recruter les travailleurs agricoles nécessaires au bon fonctionnement de l'agriculture.
Rémunérés par un salaire maximum fixé à 25 Reichsmarks par mois, les travailleurs de l'Est sont aussi soumis aux conditions fiscales les plus défavorables qui puissent exister dans le Reich. Ils ne peuvent adhérer au système de protection sociale et ne peuvent être membres du KdF et du DAF. Conformément aux décrets qui régissent les conditions de vie matérielle et le régime d'imposition fiscale des travailleurs de l'Est à l'intérieur des frontières du Reich, ils doivent donc payer une taxe de compensation sociale de 15 %. Une fois cette taxe payée, 1,50 RM par jour est déduit de la paie pour les frais d'hébergement dans les camps. In fine, le travailleur polonais perçoit un quart de sa rémunération, au grand désespoir de Frank et au grand étonnement de Hitler lui-même.
Cet argent n'est pas versé directement au travailleur, mais est déposé, pour une bonne partie, sur un compte d'épargne des RKK, l'office de collecte de la rémunération des travailleurs de l'Est. Conformément aux dispositions régissant les travailleurs de l'Est, ceux-ci reçoivent un livret dans lequel est indiqué le montant des rémunérations et le montant total des sommes déposées par leur employeur (elles le sont effectivement, mais au profit de l’État, ce que les travailleurs ignorent). Le contenu du livret doit être remis au travailleur à son retour, selon des conditions volontairement définies de manière peu claires par le ministère des Finances du Reich. Ainsi, la rémunération de ces travailleurs n'entre pas dans les circuits économiques normaux, ce qui limite une spirale inflationniste dans le Reich proprement dit.

### Le pillage systématique des ressources agricoles
Dans le cadre d'une prédation systématique de la production des territoires placés sous la dépendance de Frank, le pillage des denrées alimentaires se taille la part du lion. Peuplant des territoires déficitaires sur le plan agricole, nourries dans un premier temps avec des livraisons mensuelles de 10 000 tonnes de céréales panifiables importées du Reich, les populations polonaises et juives du Gouvernement général doivent affronter, à partir de 1942, une pénurie générée par les demandes de Backe, ministre de l'Alimentation.
Avec une monnaie au cours favorisé par l'occupation, les occupants allemands achètent tout ce que l'économie du Gouvernement général peut produire. Ainsi, par ses achats répétés de denrées agricoles, une situation alimentaire catastrophique est durablement créée, au grand dam des administrateurs. En réponse à ces réserves, le ministère du Ravitaillement lie le problème de subsistances dans le Gouvernement général à la présence d'un million et demi de Juifs, inutiles, pour 80 % d'entre eux, mais qu'il faut néanmoins nourrir. En mars 1942, pour permettre au Reich de nourrir sa population et éviter des émeutes de la faim comme celles de 1918, le sort de 1,2 million de Juifs des ghettos est ainsi scellé.
À partir de l'été 1942, Backe et Himmler se livrent à une surenchère dans la recherche systématique des denrées alimentaires produites sur les territoires du Gouvernement général. Le premier en expliquant que l'extermination des Juifs pourrait limiter la consommation alimentaire, le second en ordonnant à la fois l'extermination des Juifs que le Reich ne peut utiliser comme force de travail, puis en ordonnant l'exécution de tous les paysans polonais incapables de remplir les quotas de livraison de blé qui leur ont été imposés. Des unités SS sont déployées pour la recherche systématiques des stocks de blé. 
Quelques mois avant la moisson, Backe, appuyé par Göring, présente à Frank le relèvement des exigences en céréales, exigeant 50 % de plus que l'année précédente (soit 1 million et demi de tonnes). Devant les objections de subordonnés du gouverneur général, il suggère d'accélérer l'extermination des populations juives, non seulement pour limiter les besoins de la population, mais aussi pour permettre au Reich de contrôler le marché noir endémique dans les ghettos.
En 1943, le Gouvernement général couvre ainsi 51 % des importations allemandes de seigle, 66 % des d'importations d'avoine, 52 % des importations de pommes de terre. À ces énormes ponctions s'ajoutent les achats de la Wehrmacht, nourrie sur place.

## Le Gouvernement général au sein de l'Europe nazie

### L’État croupion polonais, lieu d'expérimentation national-socialiste
Le 12 octobre 1939, un décret de Hitler nomme Hans Frank « gouverneur général des territoires polonais occupés » dont le statut n'a pas été clairement défini par le décret du 8 octobre 1939. Au sein de ce « pays voisin », selon le mot du ministère des Affaires étrangères allemand, les Polonais ne disposent pas du statut de citoyen, sont dépossédés de leur nationalité.
Légalement, Hans Frank, le gouverneur général, est secondé par une administration civile allemande, rapidement dépassée, constamment en butte aux empiétements de la SS et de son chef, Heinrich Himmler, responsable du maintien de l'ordre, représenté sur place par Friedrich-Wilhelm Krüger, doté de représentants dans chaque district.
Dans cette entité territoriale, champ clos d'une lutte ethnique sans merci, sont envoyés des vétérans du mouvement nazi, qui, appuyés sur Forster à Gdańsk, Greiser à Poznań et Frank à Varsovie, mènent une intense politique de germanisation et d'extermination des populations juives et polonaises. Situé à bonne distance du Reich et des possibles réactions réservées de certains Allemands, le Gouvernement général constitue ainsi l'un des lieux de mise en application radicale de la doctrine nazie, la première des occasions de conférer aux slogans raciaux mis en avant par le régime nazi une réalisation concrète.
Ces vétérans sont secondés par des membres du SD spécialement détachés par Heydrich sur ces territoires pour participer à la lutte ethnique, ainsi de nombreuses exécutions clandestines ont lieu entre octobre 1939 et début 1940, avant que Himmler et ses subordonnés directs y mettent bon ordre en juin 1940.
Mais cette expérimentation ne concerne pas que les populations slaves de Pologne, elle concerne aussi les populations juives, dès le début de l'attaque allemande concernées par des mesures d'extermination aveugle.

### Les projets de colonisation
Alors qu'en 1939, les territoires du Gouvernement général étaient destinés à devenir un dépotoir racial, ils changent de nature dès 1940.
En mars 1940, après une entrevue avec Hitler, Frank définit à ses collaborateurs le futur des territoires sur lesquels il exerce son pouvoir. Mais, en mars 1941, Hitler redéfinit la politique polonaise qu'il souhaite voir mener. Quelques jours plus tard, Franck expose cette politique au NSDAP : germanisation rapide des territoires annexés, expulsion des Polonais dans le Gouvernement général, puis germanisation du Gouvernement général, dans lequel quatre millions d'Allemands doivent remplacer douze millions de Polonais.
Dans le même temps, dans la perspective des recherches menées pour l'élaboration des projets coloniaux orientaux du Reich, Frank met en place à Lublin en avril 1940 l'institut pour le travail sur l'Est (Institut für deutsche Ostarbeit), destiné à mettre en valeur le chaos polonais, ainsi que le statut de victimes des Allemands en Pologne tout au long de l'histoire. Parmi les premiers rapports, on compte une étude sur la structure foncière dans le Gouvernement général, avec pour objectif l'expropriation des paysans polonais et la mise en place d'une colonisation agraire germanique.
À partir du printemps 1942, Himmler, encouragé par les premiers succès en Union soviétique, prépare des projets de colonisation, qu'il présente à Cracovie les 13 et 14 mars 1942. Il propose notamment de créer une zone de colonisation sur le Boug et la San, pour encercler les zones de peuplement polonais. Dans le même temps, il planifie et met en œuvre un premier projet de colonisation dans les régions de Lublin, l'action Zamość.
En mars 1943, un collaborateur du gouverneur général propose un projet de recomposition démographique du Gouvernement général, basé sur le postulat qu'expulser l'ensemble de la population, l'assimiler ou l'exterminer dans sa totalité n'est pas possible. Il propose donc de la diviser en trois groupes : le premier, environ sept millions de Polonais, sera germanisé. Pour des raisons économiques, un second groupe de cinq millions de Polonais qui devra rester à l'intérieur des frontières du Gouvernement général. Enfin, un troisième groupe, plus petit, de deux à trois millions de personnes, devra être expulsé ou exterminé.

## La Shoah dans le Gouvernement général de Pologne
Ayant vécu un rapide processus d'acculturation et de laïcisation dans l'entre-deux-guerres, notamment durant la dictature de Józef Piłsudski, les Juifs de Pologne sont les premières victimes de la politique massive d'extermination nazie. Dès 1939, les mesures contre l'Intelligentsia polonaise touchent aussi les membres juifs, systématiquement assassinés. À la base des mesures qui aboutissent à l'extermination des juifs du Gouvernement général, le voyage documentaire de Goebbels en Pologne début novembre 1939. Dans son journal, il compare les Juifs de Pologne à des animaux, contre lesquels il est nécessaire de mener une opération chirurgicale. Mais, dès les premiers jours du conflit germano-polonais, des actions sont à recenser dans les territoires conquis.
De plus, la présence de camps d'extermination dans des districts du gouvernement assure à cette entité administrative un rôle essentiel dans la mise en application du programme d'extermination des Juifs d'Europe.

### L'action des Einsatzgruppen (et des unités de l'armée) en Pologne
Au départ (été 1939), mis en place pour des actions d'épuration des élites polonaises, les Einsatzgruppen n'ont pas forcément pour cible principale les Juifs de Pologne. Cependant, ces unités ont rapidement aussi pour fonction de refouler le plus loin possible vers l'Est, c'est-à-dire au-delà de la limite de la zone allemande, de nombreux Juifs polonais. Dès les premières heures de l'invasion de la Pologne, les Einsatzgruppen et les Sonderkommandos entrent en action, parfois contre le souhait de la Wehrmacht.
De plus, les Juifs orthodoxes constituent des cibles de choix pour les soldats et les policiers. Cibles vivantes, ils font l'objet de nombreuses vexations et de pillages systématiques, tolérées puis couvertes par les autorités d'occupation. Dans Varsovie tout juste occupée, actes de vol, de pillage et de massacre se succèdent.
Mais les meurtres de masse commencent dès le 8 septembre 1939, lorsque la synagogue d'une ville frontière avec le Reich est incendiée, et 500 Juifs assassinés au hasard par un commando du SD.
La Wehrmacht, dépositaire d'années de propagande antisémite et antislave, participe elle aussi à ces crimes de guerre, par le pillage, les mesures vexatoires, surtout contre les rabbins et les Juifs orthodoxes, les meurtres. Dans le cadre de cette propagande, beaucoup de soldats se voient confirmés dans leurs préjugés, inculqués pendant des années.

### Les ghettos, lieu de concentration des Juifs du Reich et de Pologne
Dès le 21 septembre 1939, Heydrich ordonne des rafles systématiques et la concentration des Juifs raflés dans les grandes villes, dans des ghettos proches des voies ferrées et la création de conseils juifs pour gérer ces ghettos. La mise en place de ces ghettos s'échelonne entre octobre 1939, pour les plus précoces, à 1943, pour les ghettos de Haute-Silésie. Une fois ces ghettos mis en place, à partir du mois d'octobre 1939, ils sont peuplés de Juifs du Reich, du protectorat ou des territoires annexés, Warthegau : ainsi, la SS met en place un bureau central pour l'émigration juive, dont la tâche consiste à regrouper l'ensemble des Juifs du Reich et du protectorat en Pologne. Sont organisées dans un premier temps des déportations de Juifs de l'ensemble des territoires du Reich, dans une certaine improvisation : trains bondés, mal dirigés, immobilisés sur des voies de manœuvre.
À la suite de ces concentrations de populations, sont mis en place des ghettos, le premier du genre à Łódź, hors du Gouvernement général, mais destiné à servir de modèle. Un territoire dans la ville est défini, isolé, et peuplé des Juifs du Warthegau. De ces quartiers les populations non juives sont expulsées. Dès septembre 1939, ces ghettos sont dotés, par Heydrich, d'un schéma général : un conseil juif présidé par un doyen, qui se comporte parfois en potentat, comme Chaim Rumkowski à Łódź, une police juive.
Sur la foi de la victoire allemande, au cours de l'année 1940, Frank ordonne l'arrêt de la construction des ghettos, les populations y habitant devant être envoyés à Madagascar (voir : plan Madagascar). Mais l'abandon de cette solution, l'émigration forcée des Juifs en Afrique ayant été mise de côté à la fin de l'été 1940, entraîne non seulement l'accélération des transferts des Juifs du Reich dans le Gouvernement général, mais aussi des tensions entre satrapes nazis, entre Frank, gouverneur général de Pologne, et Greiser, Gauleiter du Warthegau.
Perçus au départ comme temporaires, les ghettos de Pologne sont rapidement exploités par les autorités d'occupation pour les besoins de la Wehrmacht, au terme de près d'une année et demi de flottement : isolées du reste de la population, sous alimentées, notamment en raison des demandes alimentaires allemandes, vivant dans des conditions insalubres, utilisant une monnaie qui n'a pas cours dans le reste du pays, les populations qui y sont parquées sont rapidement victimes de nombreuses maladies infectieuses, rendant nécessaire leur mise en quarantaine.
Ces ghettos font aussi office de repoussoir dans les documentaires allemands des années 1939-1944, montrant des rues sales, des populations sales et faméliques, présentées sous un jour inquiétant, justifiant ainsi par la suite leur liquidation. Ces actions sont alors camouflées derrière des paravents sanitaires, comme à Varsovie, mais les partisans de la fermeture des ghettos sont en général les responsables de la situation.

### Les déportations
À partir du printemps 1942, à la faveur de la crise alimentaire qui sévit dans le Reich, les Juifs du Gouvernement général sont déportés en masse vers les camps d'extermination, dont Treblinka, ouvert le 22 juillet 1942 pour les habitants du ghetto de Varsovie.
En effet, le 18 juin 1942, une réunion des responsables territoriaux SS du Gouvernement général dresse un tableau complet des déportations en cours et achevées. Ces opérations de déportations sont minutieusement organisées par la SS, qui s'appuie sur les conseils juifs, qui tentent de négocier des exemptions. Sont concernés au terme de ces négociations, et dans un premier temps, uniquement les ouvriers et les travailleurs.
Les premiers déportés sont les malades des hôpitaux, puis les Juifs qui avaient été hospitalisés auparavant, ensuite les enfants de moins de dix ans et les personnes âgées, puis les chômeurs, ensuite des contingents sont exigés aux conseils des ghettos.

### Les évacuations des camps du Gouvernement général
Après les succès soviétiques durant les premiers mois de 1944, Himmler envisage le 17 juin dans une consigne générale la possibilité de la prise de contrôle par les Soviétiques de certains camps. Dès le 1er avril, l'évacuation de Majdanek débute, sur la bases des ordres donnés dans les mois précédents. Elle ne surprend personne et ne se déroule pas dans une atmosphère de déroute. Jusqu'à la veille de l'entrée de l'Armée rouge dans le camp, l'ensemble des déportés est évacué vers le Reich, dans des conditions épouvantables. L'évacuation d'Auschwitz, plaque tournante des évacuations des camps situés plus à l'Est, débute avec l'envoi dans le Reich des détenus polonais et slaves, puis concerne, jusqu'au mois de janvier 1945, 65 000 déportés.

## À partir de l'été 1944, une entité en sursis
Les succès soviétiques du début de l'été 1944 rendent la survie de cette entité administrative très précaire. Une partie des territoires qu'elle administre est ainsi envahie par l'Armée rouge.
Ayant assuré Hitler de sa fidélité après l'attentat du 20 juillet, le gouverneur général continue d'assumer ses fonctions depuis Cracovie (l'une des dernières entrées de son journal de service est datée du 14 novembre 1944). Fuyant la réalité, réfugié dans la religion, il multiplie, dans ses déclarations, les références catholiques, attribuant l'échec de l'attentat à une intervention divine, assimilant Staline et l'URSS au Diable.
Dans le même temps, le gouverneur général continue à appliquer les directives édictées par Hitler. Il est ainsi responsable, dans les territoires qu'il administre, de l'application du décret du 27 juillet 1944 relatif à l'érection de fortifications à l'Est.
Cependant, dès le mois de juillet 1944, les unités soviétiques se lancent à l'assaut de la Galicie, puissamment défendue sur le papier, mais dont les défenses ont été affaiblies par des transferts d'unités blindées vers d'autres fronts. Przemyśl est conquise à la fin du mois de juillet. Lublin, déclarée place forte par Hitler, ce qui, en vertu du décret du 8 mars 1944, confère à son commandant des responsabilités dans la défense, est conquise le 25 juillet, Lvov le 27 juillet par les unités soviétiques appuyées par la résistance polonaise et le San est atteint et franchi le 30 juillet.
Après le 20 juillet, la progression soviétique est ralentie par les revers infligés devant Varsovie, par Guderian et Model, donnant à cette entité administrative quelques mois de répit, rapidement remis en cause par le soulèvement de Varsovie, réprimé par les SS appuyés par des supplétifs ukrainiens et russes.
La conquête des territoires polonais reprend en janvier 1945, à la faveur de la phase d'exploitation de l'offensive Vistule-Oder. Le 14 janvier, la liaison ferroviaire Varsovie-Cracovie est coupée, le lendemain, Kielce est prise par les troupes de Koniev, parties de Sandomierz, tandis que Varsovie, peu défendue, est évacuée le 17 janvier dans la confusion la plus totale, à la grande fureur de Hitler. Cracovie, intacte, tombe le même jour sous les coups des unités de Joukov. En dépit de quelques points de résistance, vite écrasés, la conquête est achevée à la fin du mois de janvier.
La Wehrmacht n'étant pas en mesure de résister à l'offensive soviétique de janvier 1945, les services du Gouvernement général, n'ayant plus de territoires à administrer, se dissolvent de fait, sinon de droit, dans le courant janvier 1945. Frank fuit Cracovie le 17 janvier pour se réfugier en Silésie, puis en Bavière, tandis que les centres administratifs du Gouvernement général sont simultanément évacués,.